# Léa Linster

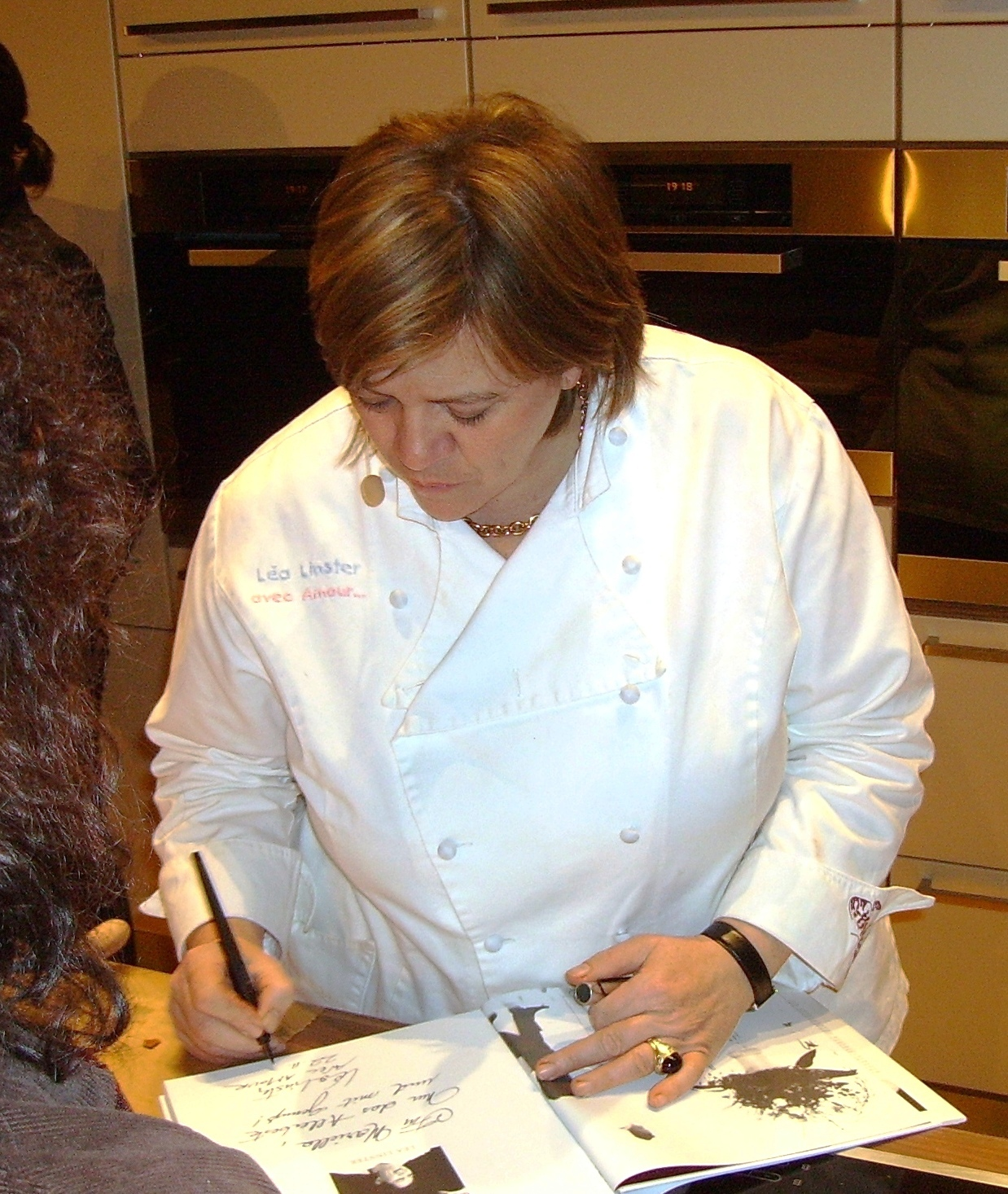
Léa Linster dedikálja könyvét a "Lust auf Genuß" magazin által szervezett kiállításon Stuttgartban

Léa Linster (Differdange, 1955. április 27. –) Michelin-csillagos luxemburgi mesterszakácsnő. A nagy szakácsok egyike és az egyedüli nő, aki megnyerte a lyoni Bocuse d’Or-t.

## Életrajza
Kezdetben jogot tanult, de félbehagyta tanulmányait, azért hogy édesapja halála után átvegye szülei éttermét. Szakácsként a konyhája népszerűvé vált és világhírnévre tett szert. A konyhaművészetben elért eredményeit elismerték a szakmai testületek is. 1987-ben megszerezte a Michelin-csillagot, majd 1989-ben megnyerte a lyoni Bocuse d’Or-t, mely a világ egyik legrangosabb szakácsversenye, melyen mindeddig ő az egyetlen női nyertes.
A modern csúcsgasztronómiát képviselő étterme a "Léa Linster Cuisinière" 1982. december 12-én nyílt meg és a luxemburgi Frisangeban található. 1991-ben „Kaschthaus” néven egy másik éttermet nyitott, mely a hagyományos káposztás, belsőségekben bővelkedő luxemburgi konyhát képviseli. Továbbá ő a tulajdonosa egy bisztrónak "(Pavillon Madeleine)" mely Kaylban található.
A mesterszakácsnő rendszeres szereplője német nyelvű televíziós főzőműsoroknak ("Lanz kocht" és "Kuechenschlacht"). Szerkeszti a "Brigitte" című női magazin heti recept ajánlatát és több szakácskönyvet is kiadott már. Egy gyermeke van Louis, aki 1990-ben született.

## Elismerések
- Guide Michelin 1987.
- Bocuse d’Or 1989.
- Gault Millau 1996.
- Étterme a Léa Linster Cuisinière a legjobb Champagne szelekcióval rendelkező borlistájáért kapott trófeát 1999.
- Gault Millau francia magazin 2009-ben az év szakácsának választotta